# Анания Санахнеци
Ана́ния Санахнеци́ (Санаинеци, Анания Санаинский; арм. Անանիա Սանահնեցի) — армянский богослов и поэт, церковный деятель Армянской апостольской церкви XI века.

## Биография
Анания родился в конце X или начале XI века. Он получил хорошее образование в древнем Санаинском монастыре. Здесь Анания учился в богословской школе (академии магистра) под руководством известного в своё время учёного и богослова Диоскора Санаинского (Диоскороса Санахнеци). Вардапет Анания жил в Санаинском монастыре и был там преподавателем. Умер он между 1070-м и 1080-м годами.
По убеждениям Анания был последовательным противником усиления позиций политического халкидонизма в Армении и богословских идей диофиситства. В своих сочинениях Анания ссылается на древнегреческих философов. Он подвержен философии неоплатоников, которая приводит его к монофиситской христологии. На ней основывается его богословская система.
Об Анании как о богослове, философе и учёном высоко отзываются армянские средневековые авторы. Среди них — историк-монах Матфей Эдесский (Матеос Урхаеци) в «Хронографии», рабунапет Вардан Великий (Аревелци) во «Всеобщей истории» (СПб., 1861. С. 149) и вардапет Киракос Ганджинский (Гандзакеци) в «Истории Армении» (М., 1976. С. 92).

## Сочинения
Самый же значительный труд Анании — «Слово против диофиситов (двуприродников)». Полный заголовок этого сочинения — «Слово возражения Анании, вардапета армянского, против двуприродников, которое он написал по повелению владыки Петра, армянского католикоса»). Предположительно, оно было начато по просьбе католикоса Петра I (Петроса I Гетадардза) в полемике с «Обличительными словами» Никиты Стифата, и написано в промежутке с 1057 по 1059 годы. «Слово против диофиситов» Анании состоит из 14-и глав (или слов). При этом, каждая из них является, по сути, самостоятельным трактатом, и в каждой автор касается спорных вопросов между армянской и греческой церковью.
Из других сочинений Анании известно также его «Толкование на Послания апостола Петра». Помимо этого, до наших дней дошла хроника, первоначально считавшаяся анонимной, но затем атрибутированная Анании. Ему же приписывают и один календарный труд, сохранившийся у Вардана Айгекского (Айгекци).
| Трактаты                                                                | Панегирики                                                                                             |
| ----------------------------------------------------------------------- | --- |
| «Возражение против диофиситов» (арм. «Հակաճառութիւն ընդդէմ երկաբնակաց») | «Панегирик сказанный к святой Кафолической церкви» (арм. «Ներբողեան ասացեալ ի սուրբ Կաթողիկէ եկեղեցի») |
| «Слово о человечестве Христа» (арм. «Ճառ մարդկութեան Քրիստոսի»)         | «Об Иоанне Крестителе» (арм. «Յաղագս Յովհաննու Մկըրտչի»)                                               |
| «Совет священникам» (арм. «Խրատ առ քահանայս»)                           | «О распятии Петра» (арм. «Ի խաչելութիւն Պետրոսի»)                                                      |
| «Толкования Посланий Павла» (арм. «Մեկնութիւն թղթոցն Պօղոսի»)           | |
| «Слово о смирении и прочем» (арм. «Ճառք 'ի վերայ խոնարհութեան և այլն»)  | |